# Dipartimento di Paso de los Libres
Paso de los Libres è un dipartimento argentino, situato nella parte sud-orientale della provincia di Corrientes, con capoluogo Paso de los Libres.
Esso confina con i dipartimenti di San Martín, Mercedes, Curuzú Cuatiá e Monte Caseros, e con la repubblica del Brasile.
Secondo il censimento del 2001, su un territorio di 4.700 km², la popolazione ammontava a 46.326 abitanti, con un aumento demografico del 12,64% rispetto al censimento del 1991.
Il dipartimento comprende 4 comuni: Paso de los Libres, Bonpland, Parada Pucheta, Tapebicuá.